# Бамина, Жозеф
Жозеф Бамина (рунди и фр. Joseph Bamina; 1925 — 15 декабря 1965) — бурундийский политик, премьер-министр Бурунди с 26 января по 30 сентября 1965 года.

## Биография
Этнический хуту, женатый на представительнице тутси, в 1962 году Бамина был избран председателем правящей партии «Союз за национальный прогресс» (UPRONA) после того, как король Мвамбутса IV призвал передать этот пост представителю этнической группы, представляющей большинство населения. Избрание Бамины вызвало в партии раскол и образование в её рамках т. н. «крыла Монровия» во главе с проигравшим борьбу за пост председателя Полем Миререкано. Поддержанные большинством хуту среди членов партии, сторонники Миререкано занимали радикально левые позиции и выступали за развитие отношений с маоистским Китаем. В свою очередь, поддерживавшие монархию и текущий политический строй тутси, к которым принадлежали королевская семья и большая часть политической элиты, объединились в рамках UPRONA в «крыло Касабланка».
В январе 1965 года Мвамбутса IV был вынужден назначить премьер-министром хуту Пьера Нгендандумве, занимавшего, тем не менее, антикоммунистические позиции. Всего через девять дней Нгендандумве был убит беженцем-тутси из соседней Руанды. После этого на посту главы правительства был временно утверждён Бамина, а на 10 мая того же года назначены досрочные парламентские выборы. Став премьер-министром, Бамина уже 30 января разорвал отношения с КНР и, окружив здание посольства войсками, выдворил его штат из страны. На майских выборах кандидаты-хуту (как члены обеих фракций UPRONA, так и представители оппозиции) получили около 80 % мест в парламенте (Бамина был избран председателем Сената, сохранив за собой пост главы правительства до утверждения преемника), но столкнулись с сопротивлением короля, не желавшего сохранения хуту в качестве главы правительства и, несмотря на голосование депутатов, назначившего премьер-министром своего личного секретаря, представителя тутси принца Леопольда Биа. Это решение вызвало в октябре мятеж офицеров-хуту, в результате которого Мвамбутса IV бежал из страны. Мятеж был жестоко подавлен тутси, развернувшими репрессии против хуту в рядах военной и политической элиты, в ходе которых был убит и Бамина.